# Stenomesson weberbaueri
Stenomesson weberbaueri är en amaryllisväxtart som först beskrevs av Julio César Vargas Calderón, och fick sitt nu gällande namn av Pierfelice Ravenna. Stenomesson weberbaueri ingår i släktet Stenomesson och familjen amaryllisväxter. Inga underarter finns listade i Catalogue of Life.